# Aaron Maybin
(en) Statistiques sur pro-football-reference
Aaron Michael Maybin, né le 6 avril 1988, est un joueur américain de football américain évoluant au poste de defensive end.
Étudiant à l'Université d'État de Pennsylvanie, il joua pour les Nittany Lions de Penn State.
Il fut drafté en 2009 à la 11e place (premier tour) par les Bills de Buffalo. Le 17 août 2011, il signe avec les Jets de New York.